# Inada Masazumi
Inada Masazumi (稲田 正純 Đạo Điền Chính Thuần), (sinh ngày 27 tháng 8 năm 1896 mất ngày 24 tháng 1 năm 1986), là một Trung tướng của Đế quốc Nhật Bản, tham gia chiến tranh thế giới thứ hai.

## Tiểu sử
Inada sinh ra ở Tottori. Ông tốt nghiệp khóa 29 Trường Sĩ quan Lục quân (Đế quốc Nhật Bản) năm 1917, chuyên ngành pháo binh. Ông tốt nghiệp danh dự khóa 37 trường Đại học Lục quân (Đế quốc Nhật Bản) năm 1925.
Sau khi làm việc ở một số phòng ban trong Bộ Tham mưu Lục quân Đế quốc Nhật Bản, Inada được gởi đến Pháp với vai trò tùy viên quân sự từ năm 1929- 1931.
Sau khi lên chức Đại tá, Inada là Trưởng phòng 2 (diễn tập và kế hoạch chiến tranh), Cục 1 của Bộ Tổng Tham mưu từ năm 1938- 1939, và ông tham gia vào việc lập kế hoạch trận Vũ Hán và các động thái tiếp theo trong chiến tranh Trung-Nhật. Inada cũng tham gia lập kế hoạch cho chiến dịch hồ Khasan và chiến dịch Khalkhyn Gol ở biên giới Xô-Nhật
Từ năm 1940, Inada là sĩ quan chỉ huy một Trung đoàn Pháo binh hạng nặng tại Acheng ở miền bắc Mãn Châu quốc. Năm 1941, ông trở thành phó tham mưu trưởng Quân đoàn 5 IJA tại Mãn Châu quốc. Năm 1941, ông lên chức Thiếu tướng và trở thành tham mưu trưởng Quân đoàn 5 IJA vào năm 1942.
Inada sau đó là phó tham mưu trưởng của Nam Phương quân tại mặt trận Thái Bình Dương từ năm 1942- 1943. Nhằm tăng cường cho quân đội Nhật Bản tại New Guinea, ông được gửi tới đây vào năm 1943.
Năm 1944, ông chỉ huy Sư đoàn Không quân 6 (Lục quân Đế quốc Nhật Bản).
Cuối năm đó, cuộc ngoại giao tại Thái Lan xảy ra sự cố, ông nhận lệnh hạn chế các hoạt động quân sự.
Tháng 4 năm 1945, ông được thăng chức Trung tướng. Ông là tham mưu trưởng Tập đoàn quân 16 IJA, cho đến khi Nhật Bản đầu hàng.
Sau khi kết thúc chiến tranh, Inada đã bị chính quyền chiếm đóng Mỹ bắt và một tòa án quân sự được tổ chức tại Yokohama. Ông bị kết tội ngược đãi tù binh chiến tranh tại vùng Fukuoka, và bị kết án bảy năm tù vào tháng 4 năm 1946.
Năm 1951, ông được thả.
Năm 1986, ông mất.

### Sách
- Coox, Alvin (1990). Nomonhan: Japan Against Russia, 1939. Stanford University Press. ISBN 0804718350.
- Coox, Alvin (1977). The Anatomy of a Small War: The Soviet-Japanese Struggle for Changkufeng/Khasan, 1938. Greenwood Press. ISBN 0-8371-9479-2.